# Гальперн, Самарий Александрович
Самарий Александрович Гальперн (4 мая 1904, Белосток — 15 февраля 1977, Москва) — советский математик, доктор физико-математических наук (1961), профессор (1962).

## Биография
Родился в семье инженера Шабтая Гешелевича Гальперна и Сары-Леи Симоновны Соловей. В 1905 году их семья переехала в Москву, где и прошла вся дальнейшая жизнь Самария Гальперна, исключая годы эвакуации во время Великой Отечественной войны. Начал учиться в 8-й Московской гимназии, преобразованной после Октябрьской революции в трудовую школу. Математике учился у известного педагога Б. М. Астафьева, выпускника Московского университета, обнаружившего у ученика способности к математике.
В 1920 году поступил на математическое отделение физике-математического факультета Московского университета. В 1924 году окончил Московский университет и был зачислен на должность младшего научного сотрудника МГУ. Одновременно начал преподавать математический анализ студентам первого курса математического отделения. Через год поступил в аспирантуру при МГУ, где его научным руководителем был И. И. Привалов.
Окончив аспирантуру в 1929 году Гальперн начал преподавать в Ломоносовском институте сельскохозяйственного машиностроения, где с 1931 по 1932 годах возглавлял кафедру высшей математики. В 1932 году перешёл механико-математический факультет Московского государственного университета им. М. В. Ломоносова, сначала доцент, а c 1962 года — профессор. С 1937 года на кафедре дифференциальных уравнений. Кандидат наук (1937). Доктор наук (1961).
С. А. Гальперн — специалист в теории дифференциальных уравнений (как обыкновенных, так и с частными производными).
Среди его учеников много известных математиков, в том числе, В. А. Кондратьев, Б. Р. Вайнберг, Ю. С. Сидоров, В. Е. Кондратов, А. А. Локшин, В. М. Леонтович и др.